# Football Club Locarno 2005-2006
Questa voce raccoglie le informazioni riguardanti il Football Club Locarno nelle competizioni ufficiali della stagione 2005-2006.

## Stagione
La squadra chiuse la Challenge League al 16º posto. In Coppa Svizzera viene eliminata ai quarti di finale contro il Sion.

Dalla prima giornata di ritorno l'allenatore diventa Arno Rossini che subentra a Roberto Chiappa.

## Maglie e sponsor
Lo sponsor ufficiale per la stagione 2005-2006 è Gran Casinò di Locarno. La prima maglia si presenta bianca con pantaloncini e calzettoni neri.
| Casa | 1ª portiere |

## Rosa
| N. |                      | Ruolo | Calciatore              |
| -- | -------------------- | ----- | ----------------------- |
| 1  | Svizzera (bandiera)  | P     | Riccardo Di Benedetto   |
| 18 | Svizzera (bandiera)  | P     | Marco Monterosso        |
| 31 | Svizzera (bandiera)  | P     | Claudio Rossini         |
| 24 | Svizzera (bandiera)  | D     | Raffaele Erba           |
| 26 | Svizzera (bandiera)  | D     | Henry Siqueira          |
| 12 | Svizzera (bandiera)  | D     | Alessandro Mangiarratti |
| 8  | Svizzera (bandiera)  | D     | Elia Rezzonico          |
| 15 | Svizzera (bandiera)  | D     | Claudio Arnold          |
| 2  | Argentina (bandiera) | D     | Sergio Zanetti          |
| 5  | Svizzera (bandiera)  | D     | Diego Blanco Rodriguez  |
| 6  | Svizzera (bandiera)  | D     | Kazik Nicolò            |
| 4  | Svizzera (bandiera)  | D     | Mattia Tami             |
| 11 | Svizzera (bandiera)  | C     | Jean-Michele Tundo      |
| 27 | Svizzera (bandiera)  | C     | Bruno Marcone           |
| 28 | Svizzera (bandiera)  | C     | Sergio Marcone          |
| 24 | Francia (bandiera)   | C     | Melchior Arnold         |
| 7  | Italia (bandiera)    | C     | Lucio Ciana             |

| N. |                      | Ruolo | Calciatore            |
| -- | -------------------- | ----- | --------------------- |
| 14 | Svizzera (bandiera)  | C     | Christian Mezquita    |
| 10 | Svizzera (bandiera)  | C     | Remy Frigomosca       |
| 23 | Svizzera (bandiera)  | C     | Paolo Gigantelli      |
| 9  | Cile (bandiera)      | C     | Roberto Órdenes       |
| 16 | Svizzera (bandiera)  | C     | Fabrizio Bullo        |
| 3  | Svizzera (bandiera)  | C     | Romano Thoma          |
| 13 | Argentina (bandiera) | C     | Norberto Silvero      |
| 17 | Italia (bandiera)    | A     | Davide Morici         |
| 24 | Svizzera (bandiera)  | A     | Mathias Kombate       |
| 11 | Argentina (bandiera) | A     | Mauro Fanari          |
| 22 | Brasile (bandiera)   | A     | Thiago Medeiros Alves |
| 29 | Togo (bandiera)      | A     | Abdel Djalilou Traoré |
| 20 | Argentina (bandiera) | A     | Damián Matías Cirillo |
| 22 | Svizzera (bandiera)  | A     | Mario Santillo        |
| 33 | Argentina (bandiera) | A     | José Recchioni        |
| 21 | Svizzera (bandiera)  | A     | Fabio Gigante         |

## Calciomercato

### Sessione estiva
| Acquisti | Acquisti               | Acquisti      | Acquisti |
| R.       | Nome                   | da            | Modalità |
| -------- | ---------------------- | ------------- | -------- |
| C        | Fabrizio Bullo         | Lugano        |          |
| C        | Norberto Silvero       | Baulmes       |          |
| D        | Sergio Zanetti         | Bellinzona    |          |
| C        | Michele Tundo          | Bellinzona    |          |
| C        | Marco Monterosso       | Team Ticino   |          |
| C        | Sergio Marcone         | Bellinzona    |          |
| A        | Mauro Fanari           | The Strongest |          |
| A        | Davide Morici          | Bellinzona    |          |
| A        | Diego Blanco Rodriguez | Team Ticino   |          |
| A        | Mario Santillo         | -             |          |

| Cessioni | Cessioni           | Cessioni | Cessioni |
| R.       | Nome               | a        | Modalità |
| -------- | ------------------ | -------- | -------- |
| A        | Mathias Kombate    | Taverne  |          |
| C        | Christian Mezquita | -        |          |

### Sessione invernale
| Acquisti | Acquisti              | Acquisti          | Acquisti |
| R.       | Nome                  | da                | Modalità |
| -------- | --------------------- | ----------------- | -------- |
| D        | Henri Siqueira-Barras | Free agent        |          |
| A        | Abdel Djalilou Traoré | Agaza Omnisports  | Prestito |
| C        | Roberto Órdenes       | Española Española | Prestito |
| A        | Dante Senger          | Estudiantes       |          |

| Cessioni | Cessioni              | Cessioni | Cessioni |
| R.       | Nome                  | a        | Modalità |
| -------- | --------------------- | -------- | -------- |
| C        | Michele Tundo         | Giubisco |          |
| A        | Thiago Medeiros Alves | -        |          |

## Risultati

### Challenge League

#### Girone di andata
| Arbitro: | Bernold |

|  |           |             |
|  | Marcatori | 70’ Valente |

| Lugano 23 luglio 2005, ore 20:00 CEST 2ª giornata | Lugano    | 0 – 0 referto | Locarno | Stadio di Cornaredo (1 738 spett.)\| Arbitro: \| Bertolini \| |
| Arbitro:                                          | Bertolini |               |         |                                                               |

| Arbitro: | Hänni |

|           |           |  |
| Ciana 25’ | Marcatori |  |

| Arbitro: | Rutz |

|  |           |                     |
|  | Marcatori | 64’ Todea 81’ Burla |

| Arbitro: | Schneider |

|              |           |                |
| Bengondo 86’ | Marcatori | 27’ Frigomosca |

| Arbitro: | Laperrière |

|  |           |                          |
|  | Marcatori | 13’ Vogt 85’ Mijadinoski |

| Arbitro: | Von Känel |

|                      |           |              |
| Isabella 28’ Rey 74’ | Marcatori | 80’ Santillo |

| Arbitro: | Studer |

|           |           |           |
| Thoma 54’ | Marcatori | 62’ Burki |

| Arbitro: | Johann |

|           |           |                                 |
| Ciana 24’ | Marcatori | 20’, 31’, 59’ Sucic 65’ Tchouga |

| Arbitro: | Grossen |

|           |           |  |
| Jäckle 3’ | Marcatori |  |

| Arbitro: | Kever |

|  |           |             |
|  | Marcatori | 85’ Moretti |

| Arbitro: | Da Fonseca |

|           |           |             |
| Comba 24’ | Marcatori | 46’ Cirillo |

| Arbitro: | Studer |

|                        |           |           |
| Renatus 11’ Njanke 45’ | Marcatori | 60’ Ciana |

| Arbitro: | Käser |

|  |           |                      |
|  | Marcatori | 41’ Melina 90’ Brand |

| Arbitro: | Johann |

|                                                         |           |           |
| Grüter 36’ Heiniger 51’ Colacino 71’ Karanovic 77’, 44’ | Marcatori | 79’ Giani |

| Arbitro: | Studer |

|                |           |  |
| 81’ Frigomosca | Marcatori |  |

| Arbitro: | Rutschi |

|                                              |           |                      |
| Hämmerli 17’ Ivelj 57’ Maliqi 67’ Cengel 78’ | Marcatori | 6’ Cirillo 77’ Thoma |

#### Girone di ritorno
| Arbitro: | Wermelinger |

|                                               |           |                             |
| Iandoli 8’ Yasar 14’ Morello 36’ Moumouni 80’ | Marcatori | 26’, 78’ Cirillo 64’ Arnold |

| Arbitro: | Johann |

|                           |           |                           |
| Boughanem 55’, 72’ (rig.) | Marcatori | 29’, 33’ Fanari 43’ Thoma |

| Arbitro: | Grossen |

|  |           |                           |
|  | Marcatori | 45’ Jelmorini 64’ Bottani |

| Arbitro: | Von Känel |

|                        |           |             |
| Dieno 4’ Boughanem 30’ | Marcatori | 77’ Cirillo |

| Arbitro: | Käser |

|                           |           |                  |
| Aquaro 26’ Pellegrino 86’ | Marcatori | 16’, 45’ Cirillo |

| Arbitro: | Rutschi |

|                  |           |  |
| Cirillo 49’, 93’ | Marcatori |  |

| Arbitro: | Hänni |

|                          |           |             |
| Thurre 35’ Schneuwly 49’ | Marcatori | 56’ Cirillo |

| Arbitro: | Johann |

|           |           |                     |
| Fanari 3’ | Marcatori | 31’ Bugnard 72’ Rey |

| Arbitro: | Von Känel |

|                                 |           |  |
| Gedeon 49’ Fischer 51’ Sara 89’ | Marcatori |  |

| Arbitro: | Schneider |

|          |           |  |
| Kuhl 78’ | Marcatori |  |

| Arbitro: | Käser |

|                 |           |           |
| Fanari 56’, 79’ | Marcatori | Aïssi 25’ |

| Arbitro: | Laperrière |

|             |           |  |
| Magnani 69’ | Marcatori |  |

| Arbitro: | Meier |

|                             |           |                               |
| Fanari 28’, 63’ Órdenes 42’ | Marcatori | 38’ Quaresima 64’, 79’ Sènaya |

| Arbitro: | Von Känel |

|  |           |                                                      |
|  | Marcatori | 22’ Heiniger 47’ Schirinzi 83’ Malenovic 88’ Schultz |

| Arbitro: | Hänni |

|  |           |                         |
|  | Marcatori | 14’ Cirillo 53’ Órdenes |

| Arbitro: | Schneider |

|            |           |            |
| Fanari 63’ | Marcatori | 42’ Marque |

| Arbitro: | Wermelinger |

|                          |           |           |
| Bullo 45’, 65’ Thoma 60’ | Marcatori | 33’ Nushi |

### Coppa Svizzera
| Arbitro: | Meier |

|             |           |                        |
| Colocci 89’ | Marcatori | 7’ Recchioni 52’ Ciana |

| Arbitro: | Wermelinger |

|                                     |           |                       |
| Recchioni 53’ Ciana 72’ Arnold 118’ | Marcatori | 19’ Aguirre 90’ Gomes |

| Arbitro: | Laperrière |

|             |           |                      |
| Lüthold 77’ | Marcatori | 9’ Cirillo 77’ Thoma |

| Arbitro: | Nobs |

|  |           |          |
|  | Marcatori | 78’ Vogt |

## Statistiche

### Statistiche di squadra
| Competizione     | Punti            | In casa | In casa | In casa | In casa | In casa | In casa | In trasferta | In trasferta | In trasferta | In trasferta | In trasferta | In trasferta | Totale | Totale | Totale | Totale | Totale | Totale | DR  |
| Competizione     | Punti            | G       | V       | N       | P       | Gf      | Gs      | G            | V            | N            | P            | Gf           | Gs           | G      | V      | N      | P      | Gf     | Gs     | DR  |
| ---------------- | ---------------- | ------- | ------- | ------- | ------- | ------- | ------- | ------------ | ------------ | ------------ | ------------ | ------------ | ------------ | ------ | ------ | ------ | ------ | ------ | ------ | --- |
| Challenge League | 28               | 17      | 5       | 3       | 9       | 17      | 27      | 17           | 2            | 4            | 11           | 18           | 33           | 34     | 7      | 7      | 20     | 35     | 60     | -25 |
| Coppa Svizzera   | Quarti di finale | 2       | 1       | 0       | 1       | 3       | 3       | 2            | 2            | 0            | 0            | 4            | 2            | 4      | 3      | 0      | 1      | 7      | 5      | +2  |
| Totale           | -                | 19      | 6       | 3       | 10      | 20      | 30      | 19           | 4            | 4            | 11           | 22           | 35           | 38     | 10     | 7      | 21     | 42     | 65     | -23 |